# Copa de España
Die Copa de España (bis 2022: Copa ASOBAL) ist ein spanischer Pokalwettbewerb im Handball der Männer.

## Geschichte
Der seit 1991 ausgetragene Wettbewerb wurde unter dem Namen Copa Asobal bis 2022 im Auftrag der Real Federación Española de Balonmano (RFEBM) durch die Asociación de Clubes Españoles de Balonmano (Asobal) organisiert.
Nachdem die Liga Asobal im Jahr 2023 zu einer professionellen Liga umgestaltet wurde, gab es zwischen RFEBM und Asobal Streitigkeiten über die weitere Organisation des Wettbewerbs. Die Austragung ab dem Jahr 2023 wird durch die RFEBM organisiert und der Wettbewerb in Copa de España umbenannt.

## Regeln
Es nehmen die vier nach der ersten Runde bestplatzierten Clubs der laufenden Saison teil, ggf. auch die drei besten und die organisierende Mannschaft. Halbfinale und Finale werden in einem kompakten Turnier, das an einem Wochenende stattfindet, ausgetragen. Der Austragungsort wechselt. Der Sieger nimmt – sollte er sich nicht in der Liga für die EHF Champions League qualifizieren – in der nächsten Saison an der EHF European League teil.

## Austragungen
| Saison                     | Austragungsort  | Sieger             | Zweiter                | Finalergebnis | 1. Halbfinale                                     | 2. Halbfinale                                        |
| -------------------------- | --------------- | ------------------ | ---------------------- | ------------- | ------------------------------------------------- | ---------------------------------------------------- |
| Copa de España (seit 2023) |                 |                    |                        |               |                                                   |                                                      |
| 2024/25                    | Tías            | FC Barcelona       | Bathco BM. Torrelavega | 37:34         | FC Barcelona – Bidasoa Irun 35:27                 | Bathco BM. Torrelavega – Fraikin BM Granollers 31:26 |
| 2023/24 1                  | Irún            | FC Barcelona       | Logroño La Rioja       | 31:28         | Bidasoa Irun – Logroño La Rioja 27:28             | FC Barcelona – Fraikin BM Granollers 42:33           |
| Copa Asobal (1990–2022)    |                 |                    |                        |               |                                                   |                                                      |
| 2022/23                    | León            | FC Barcelona       | Ademar León            | 39:21         | FC Barcelona – Rebi BM Cuenca 41:24               | Ademar León – BM Granollers 39:37                    |
| 2021/22                    | Saragossa       | FC Barcelona       | Bidasoa Irun           | 37:29         | Bidasoa Irun – Fraikin BM Granollers 32:28        | FC Barcelona – BM Logroño La Rioja 40:26             |
| 2020/21                    | Santander       | FC Barcelona       | BM Sinfín              | 33:23         | Liberbank Cantabria Sinfín – Bidasoa Irun 33:28   | FC Barcelona – Bada Huesca 43:27                     |
| 2019/20                    | Valladolid      | FC Barcelona       | Bidasoa Irun           | 30:22         | FC Barcelona – Ademar León 39:30                  | Recoletas Atlético Valladolid – Bidasoa Irun 30:33   |
| 2018/19                    | Lleida          | FC Barcelona       | Bidasoa Irun           | 37:23         | FC Barcelona – Ademar León 28:21                  | Bidasoa Irun – BM Granollers 30:25                   |
| 2017/18                    | León            | FC Barcelona       | Ademar León            | 28:22         | FC Barcelona – Quabit Guadalajara 36:22           | Ademar León – Helvetia Anaitasuna 34:23              |
| 2016/17                    | León            | FC Barcelona       | Fraikin Granollers     | 30:25         | Ademar León – Fraikin Granollers 22:30            | FC Barcelona – Naturhouse La Rioja 33:28             |
| 2015/16                    | León            | FC Barcelona       | Naturhouse La Rioja    | 35:31         | FC Barcelona – Frigoríficos Morrazo 34:21         | Ademar León – Naturhouse La Rioja 30:32              |
| 2014/15                    | León            | FC Barcelona       | Fraikin Granollers     | 37:26         | FC Barcelona – Naturhouse La Rioja 36:25          | Ademar León – Fraikin Granollers 27:30               |
| 2013/14                    | Barcelona       | FC Barcelona       | Fraikin Granollers     | 34:28         | Fraikin Granollers – Naturhouse La Rioja 29:28    | FC Barcelona – Bada Huesca 39:25                     |
| 2012/13                    | Vigo            | FC Barcelona       | Atlético Madrid        | 32:24         | Naturhouse La Rioja – Atlético Madrid 30:34       | FC Barcelona – Reale Ademar León 28:27               |
| 2011/12                    | León            | FC Barcelona       | Ademar León            | 28:27         | FC Barcelona – Cuatro Rayas Valladolid 32:26      | Ademar León – Atlético Madrid 28:27                  |
| 2010/11                    | Vigo            | BM Ciudad Real     | FC Barcelona           | 34:31         | Ademar León – FC Barcelona 26:29                  | BM Ciudad Real – Cuatro Rayas Valladolid 35:29       |
| 2009/10                    | Córdoba         | FC Barcelona       | BM Ciudad Real         | 34:33         | Reyno de Navarra San Antonio – FC Barcelona 28:32 | BM Ciudad Real – Pevafersa Valladolid 29:24          |
| 2008/09                    | Barcelona       | Ademar León        | FC Barcelona           | 31:25         | FC Barcelona – BM Ciudad Real 26:23               | Reale Ademar León – Portland San Antonio 31:26       |
| 2007/08                    | Valladolid      | BM Ciudad Real     | Ademar León            | 25:23         | BM Valladolid – BM Ciudad Real 24:34              | Portland San Antonio – Ademar León 27:28             |
| 2006/07                    | León            | BM Ciudad Real     | Portland San Antonio   | 29:27         | FC Barcelona – BM Ciudad Real 32:33               | Caja España Ademar – Portland San Antonio 28:30      |
| 2005/06                    | Saragossa       | BM Ciudad Real     | Portland San Antonio   | 31:23         | BM Aragón – Portland San Antonio 23:31            | Caja España Ademar – BM Ciudad Real 33:35            |
| 2004/05                    | Roquetas de Mar | BM Ciudad Real     | Portland San Antonio   | 39:36         | FC Barcelona – Portland San Antonio 27:30         | Balonmano Almería 2005 – BM Ciudad Real 22:33        |
| 2003/04                    | Ciudad Real     | BM Ciudad Real     | FC Barcelona           | 29:18         | BM Ciudad Real – Portland San Antonio 26:18       | Caja España Ademar – FC Barcelona 22:28              |
| 2002/03                    | Valladolid      | BM Valladolid      | FC Barcelona           | 28:27         | BM Ciudad Real – FC Barcelona 34:35               | BM Valladolid – Portland San Antonio 29:22           |
| 2001/02                    | León            | FC Barcelona       | Portland San Antonio   | 26:25         | FC Barcelona – BM Ciudad Real 36:35               | Caja España Ademar – Portland San Antonio 26:27      |
| 2000/01                    | Córdoba         | FC Barcelona       | Portland San Antonio   | 29:28         | BM Ciudad Real – Portland San Antonio 22:23       | Caja España Ademar – FC Barcelona 31:32              |
| 1999/2000                  | Pamplona        | FC Barcelona       | Portland San Antonio   | 24:21         | Caja España Ademar – Portland San Antonio 23:24   | FC Barcelona – BM Cantabria 26:18                    |
| 1998/99                    | Saragossa       | Ademar León        | FC Barcelona           | 31:30         | FC Barcelona – Caja Cantabria 27:25               | Portland San Antonio – Ademar León 28:31             |
| 1997/98                    | León            | Caja Cantabria     | Ademar León            | 26:24         | FC Barcelona – Caja Cantabria 27:33               | Ademar León – Portland San Antonio 27:26             |
| 1996/97                    | Santander       | Caja Cantabria     | Ademar León            | 24:23         | Caja Cantabria – Elgorriaga Bidasoa 22:17         | FC Barcelona – Ademar León 31:32                     |
| 1995/96                    | Castellón       | FC Barcelona       | Teka Cantabria         | 24:23         | Teka Cantabria – Elgorriaga Bidasoa 18:16         | FC Barcelona – Prosesa Ademar León 26:20             |
| 1994/95                    | Vigo            | FC Barcelona       | Teka Cantabria         | 30:22         | Elgorriaga Bidasoa – FC Barcelona 28:29           | Teka Cantabria – Pilotes Posada Octavio 28:24        |
| 1993/94                    | Alcobendas      | BM Granollers      | FC Barcelona           | 21:19         | FC Barcelona – Juventud Alcalá 19:17              | BM Granollers – Elgorriaga Bidasoa 26:24             |
| 1992/93                    | Moguer          | Elgorriaga Bidasoa | Teka Cantabria         | 27:23         | Teka Cantabria – FC Barcelona 29:28               | Elgorriaga Bidasoa – Puleva Maristas 30:28           |
| 1991/92                    | Santander       | Teka Cantabria     | Elgorriaga Bidasoa     | 26:25         | Teka Cantabria – FC Barcelona 19:18               | Elgorriaga Bidasoa – Atlético Madrid 18:17           |
| 1990/91                    | Ibiza           | Teka Cantabria     | CB Avidesa             | 30:29         | Teka Cantabria – FC Barcelona 23:21               | CB Avidesa – Atlético Madrid 27:20                   |

## Titelträger
- 20 Titel: FC Barcelona (1995–1996, 2000–2002, 2010, 2012–2025)
- 6 Titel: BM Ciudad Real (2004–2008, 2011)
- 4 Titel: CB Cantabria Santander (1991–1992, 1997–1998)
- 2 Titel: Ademar León (1999, 2009)
- 1 Titel: BM Valladolid (2003)
- 1 Titel: BM Granollers (1994)
- 1 Titel: Bidasoa Irun (1993)